# Batalha do Monte Austen
A Batalha do Monte Austen (também conhecida como Batalha do Monte Austen, do Cavalo Galopante e do Cavalo-marinho e parte dela também é chamada de Batalha de Gifu) foi um confronto militar travado entre 15 de dezembro de 1942 até 23 de janeiro de 1943 e teve participação de várias forças de combate, porém boa parte das unidades que lutaram vinham das forças armadas dos Estados Unidos e do Império do Japão, nas colinas na costa do rio Matanikau na área de Guadalcanal durante a batalha que se desenrolava nesta ilha. As tropas americanas estavam sob comando do general Alexander Patch e os militares japoneses estavam sob o comando do também general Harukichi Hyakutake.
Na batalha, soldados e fuzileiros americanos, com a ajuda de nativos das Ilhas Salomão, atacaram as forças do exército japonês que defendiam posições fortificadas e colinas no interior da ilha de Guadalcanal. As colinas mais importantes eram chamadas pelos americanos de monte Austen (a principal), Cavalo Galopante e Cavalo-marinho. Os americanos estavam tentando destruir as guarnições japonesas em Guadalcanal, enquanto estes estavam tentando defender suas posições até a chegada de reforços.
Ambos os lados tiveram dificuldades de se adaptar a luta no meio da floresta tropical na área da batalha. Muitos dos soldados americanos estavam em sua primeira missão de combate. Os japoneses foram isolados e sofriam com a falta de suprimentos e vários casos de doenças e desnutrição foram reportados devido a falta de materiais médicos. Depois de alguma dificuldade, os soldados americanos conquistaram o monte Austen e também conseguiram enfraquecer as posições inimigas em Gifu, no Cavalo Galopante e no Cavalo-marinho. Nesse meio tempo, os japoneses decidiram secretamente abandonar Guadalcanal e recuar para o oeste das ilhas. De lá, a maioria dos militares japoneses conseguiram ser evacuados durante a primeira semana de fevereiro de 1943.